# Teicha (Petersberg)
Teicha is een plaats en voormalige gemeente in de Duitse deelstaat Saksen-Anhalt, en maakt deel uit van de Landkreis Saalekreis.
Teicha telt 1.446 inwoners.

## Geschiedenis
De gemeente is op 30 juni 2006 opgeheven en samen met de toenmalige zelfstandige gemeenten Gutenberg, Nehlitz, Sennewitz en Wallwitz opgegaan in de nieuwe gemeente Götschetal. Vanaf 1 januari 2010 is de voormalige gemeente een Ortsteil van Petersberg

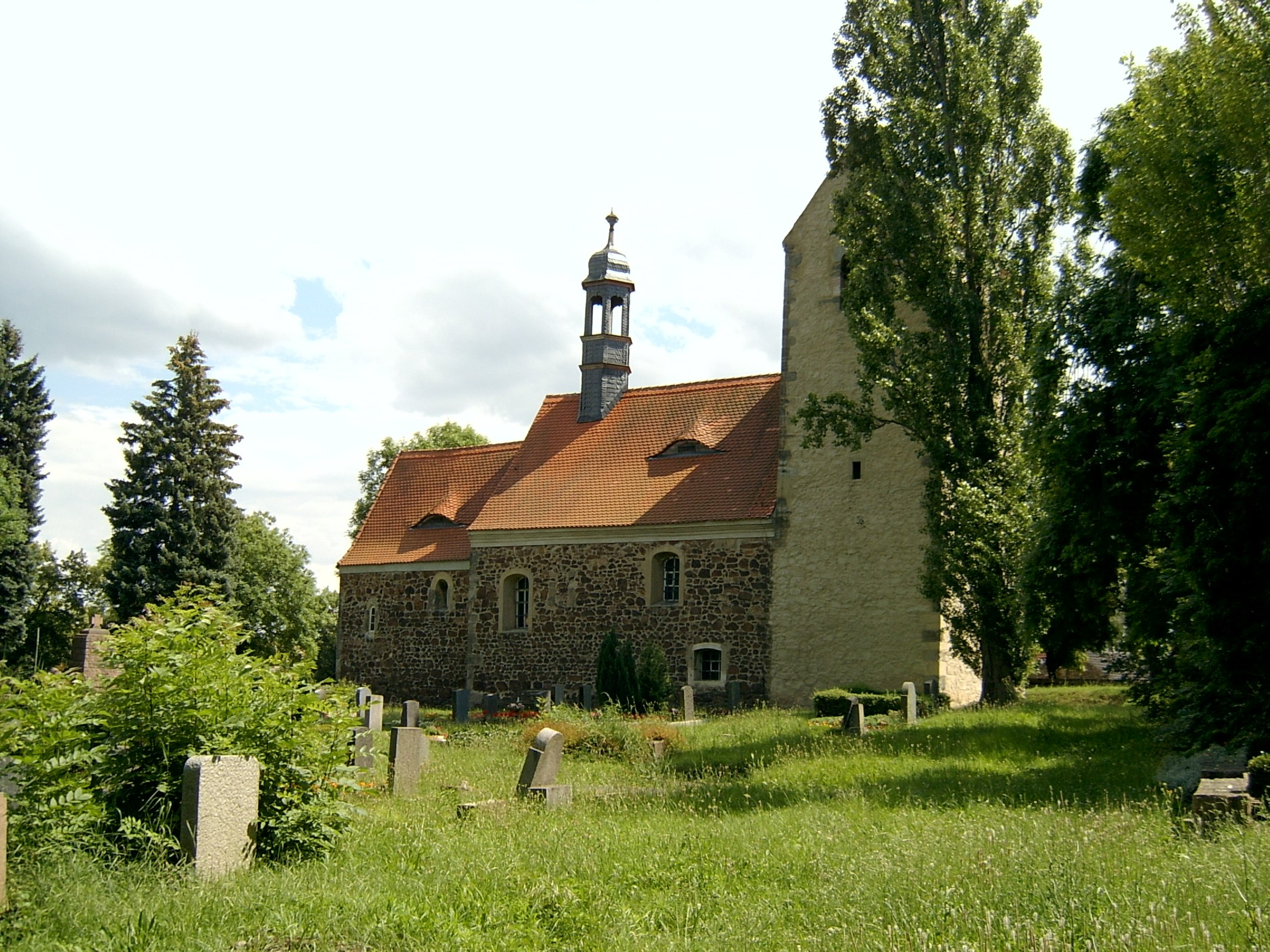
Teicha (2007)